# Koroșciîne, Olevsk
Koroșciîne (în ucraineană Корощине) este un sat în comuna Rudnea-Bîstra din raionul Olevsk, regiunea Jîtomîr, Ucraina.

## Demografie
Componența lingvistică a localității Koroșciîne
     Ucraineană (100%)
Conform recensământului din 2001, toată populația localității Koroșciîne era vorbitoare de ucraineană (100%).